# Gerhard Seibold
Gerhard Seibold (Klosterneuburg, 13 de mayo de 1943) es un deportista austríaco que compitió en piragüismo en la modalidad de aguas tranquilas.
Participó en dos Juegos Olímpicos de Verano en los años 1968 y 1972, obteniendo una medalla de bronce en la edición de México 1968 en la prueba de K2 1000 m. Ganó cuatro medallas en el Campeonato Mundial de Piragüismo entre los años 1966 y 1971, y una medalla en el Campeonato Europeo de Piragüismo de 1967.

## Palmarés internacional
| Juegos Olímpicos   | Juegos Olímpicos          | Juegos Olímpicos  | Juegos Olímpicos |
| Año                | Lugar                     | Medalla           | Evento           |
| ------------------ | ------------------------- | ----------------- | ---------------- |
| 1968               | Ciudad de México (México) | Medalla de bronce | K2 1000 m        |
| Campeonato Mundial |                           |                   |                  |
| Año                | Lugar                     | Medalla           | Evento           |
| 1966               | Berlín Oriental (RDA)     | Medalla de plata  | K4 1000 m        |
| 1970               | Copenhague (Dinamarca)    | Medalla de bronce | K2 500 m         |
| 1970               | Copenhague (Dinamarca)    | Medalla de oro    | K2 1000 m        |
| 1971               | Belgrado (Yugoslavia)     | Medalla de plata  | K2 1000 m        |
| Campeonato Europeo |                           |                   |                  |
| Año                | Lugar                     | Medalla           | Evento           |
| 1967               | Duisburgo (RFA)           | Medalla de bronce | K4 10 000 m      |